# レイジングスピリッツ
- ディズニーパーク > 東京ディズニーリゾート > 東京ディズニーシー
  - ロストリバーデルタ > レイジングスピリッツ
  - 東京ディズニーシーのアトラクションの一覧 > レイジングスピリッツ

レイジングスピリッツ（Raging Spirits）は、東京ディズニーシーにある、ローラーコースタータイプのアトラクションである。

## 概要
| レイジングスピリッツ Raging Spirits | レイジングスピリッツ Raging Spirits | レイジングスピリッツ Raging Spirits                                                                                      | レイジングスピリッツ Raging Spirits                                                                                      |
| ----------------------------------- | ----------------------------------- | --- | --- |
| オープン日                          | オープン日                          | 2005年7月21日 | 2005年7月21日 |
| スポンサー                          | スポンサー                          | なし | なし |
| 所要時間                            | 所要時間                            | 約1分30秒 | 約1分30秒 |
| 定員                                | 定員                                | 12名/1編成 | 12名/1編成 |
| 利用制限                            |                                     | 身長117cm以上、身長195cm未満 その他の制限=妊婦、高齢および、その他アトラクション利用で悪化する症状を持っている方利用不可 | 身長117cm以上、身長195cm未満 その他の制限=妊婦、高齢および、その他アトラクション利用で悪化する症状を持っている方利用不可 |
| ファストパス                        | ファストパス                        | | 2022年現在はサービス停止中                                                                                               |
| シングルライダー                    | シングルライダー                    | | ○ |

2005年7月21日に東京ディズニーシー内のロストリバーデルタに開業した、東京ディズニーシー開業以来初めての追加アトラクションである。東京ディズニーリゾートで初めて垂直方向に360度回転するループが設置された。また、ディズニーランド・パリに設置されている「インディ・ジョーンズと危難の魔宮」が原型となっており、スイスのインタミン社が同じく設計に携わっている。
すでに東京ディズニーシーにはインディ・ジョーンズの名を冠した全く別のアトラクション「インディ・ジョーンズ・アドベンチャー：クリスタルスカルの魔宮」があり、パリ版から「インディ・ジョーンズ」の名称と内容を除去し、独自の物語が付与された。ただし、マヤやインカの遺跡とトロッコをモチーフにした外観やアトラクション内容は同じである。総工費は約80億円。
開業当初は東京ディズニーリゾートで、一番身長制限が厳しいアトラクションだった。当初の予定では、東京ディズニーリゾートにあるアトラクションの身長制限の基準でもある「104cm以下は乗車できない」と発表されていたが、開業前に試験走行を重ねた結果、当初の想定よりも横揺れが激しいことが判明し、安全性の確保の為に最低身長制限が引き上げられ、より厳しい制限（身長140cm以上195cm未満で、かつショルダーバーを下げた時に背もたれまでの間隔が15cm以内）になった。2006年9月にはレールの総張り替え工事が行われ、以前よりも横揺れは軽減された。
2009年7月1日には「身長117cm以上」という条件に引き下げられ、より小さな子供でも乗車できるようになった。身体条件を満たすか不明な場合は、列に並ぶ前にキャストに申し出れば、乗り場下に用意された特別な座席で確認できる。
アトラクション導入当初からシングルライダーを実施している。他のアトラクションと異なり、シングルライダー専用エントランスがある為常時シングルライダーの実施を行っているが、スタンバイ列が短いとキャストが勧めない場合もある。シングルライダーを利用する際には、ファストパス・エントランス（優先入場口）に立っているキャストにシングルライダーであることを伝えるとシングルライダー専用エントランスに通してもらえる。2019年未明よりシングルライダー専用エントランスは廃止され、他のアトラクション同様ファストパス・エントランスを通って利用するようになった。
荷物は全て持ち込んで乗車となるが、大きな荷物を持っていたり、乗車中に落ちてしまうのが心配な人の為に、アトラクション専用のコインロッカーが設置されている。場所はアトラクションの出口を乗り場方面へしばらく進んで左側にある。鍵を掛ける際に100円玉が1枚必要となるが、3時間以内であれば返却される仕組みとなっている。ロッカーに預けて鍵を掛けたらそのままエントランスへ向かえばよい。特に乗車中破損の恐れのある物は、ロッカーに預けてから乗車した方が無難である。コースター内に荷物を持ち込んだ際は足と足の間に挟むような形で乗れば遠心力がかかるので荷物が落ちることはない。
2023年7月26日から「40周年記念プライオリティパス」を導入している。

## 物語
中央アメリカのとあるジャングルで、古代神の遺跡が発掘されている。そこには火の神の「イクチュラコアトル」と水の神の「アクトゥリクトゥリ」が祀られている。発掘当初、遺跡発掘チームは当時2つの神の像が向かい合わせに立っていたという推測の下、復元を開始する。しかし、古文書解読チームはそれが間違いであることに気付き、急いで発掘チームに報告をして遺跡に向かうが、駆けつけた時には、向かい合わせになった2つの神の怒りを買い、怒り狂った力で遺跡は超常現象に包まれていた。水の神からは大量の水が噴き出し、火の神からは炎が燃え上がり、さらにホッパーカー（貨車）のレールまで360度ねじ曲げられた。その為、遺跡の発掘調査は中断を余儀なくされる。
それからしばらく経ってから、遺跡発掘チームが神の像を正しい向きに戻そうとしている中、遺跡が一般公開される事となった。訪れたゲストはホッパーカーに乗って見学し、発生している様々な超常現象を目の当たりにする。

## スペック
- 最高速度：60km/h[1]
- 所要時間：1分30秒[1]
- 走行距離：約600m[1]
- 乗車定員：12名（2名×3列×2両）
- 総工費：約80億円
- ライド数：8台（最大運営台数：6台）

## 事故
2012年5月28日、アトラクションの座席1つの安全バーが上がった状態のまま発車し、この席に座っていた男性1名が身の危険を感じて降りようとした際、右足を捻挫するなどの軽傷を負った。パーク内のアトラクションによってゲストが負傷する事故は、東京ディズニーリゾートでは開業して初めての事である。東京ディズニーリゾートを運営するオリエンタルランドは同アトラクションを当面の間休止するとした。
6月4日、オリエンタルランドは事故の原因を従業員の操作手順ミスと発表した。また同社はマニュアルの見直しを進めるとともに役員報酬について、1か月10～30％減額する事を決定した。
6月12日、安全が確認された為、6月14日に運営再開する事を発表した。

## トリビア
- 開業初日にはスタンバイ・ファストパス共に長蛇の列となった。スタンバイの列は最高4時間待ちを記録し、ファストパスの列はアラビアンコースト・マーメイドラグーン・ロストリバーデルタを経由してポートディスカバリー近くにまで達した。また、当日午後にシステム調整を行うとして運営を一時中止し、再開が同日夕方となり、最終的に運営が終了したのは23時30分近くとなった。
- 火の神の石像「イクチュラコアトル」と、水の神の石像「アクトゥリクトゥリ」は、設定の通り遺跡内で向かい合わせになっている。イクチュラコアトルは水平旋回部分の近くにある祭壇に吊されており、アクトゥリクトゥリはキューラインからよく見えるループ部分の傍らで常に口から水を吐き出し、頭の部分は常に動いている。
- 待ち列の途中で遺跡発掘チームの研究室があるが、設計図や想像図のスケッチから見ると、神の怒りのポイントはほとんどわからなかったといえる。
- ファストパス用入場口の傍にある木箱の送付先は、「USA NEWYORK PARK AVE HIGH TOWER TRUST」となっている。ホテルハイタワー内には、ハリソン・ハイタワー三世がこの場所を訪れたと思われる写真や、レイジングスピリッツの遺跡から神像を持ち帰っている絵画が展示されている。待ち列には何匹かコウモリがいる。
- 待ち列のレール側にある関係者専用口には、「ここから先は現場監督の許可が必要です」と書かれた看板が掛かっている。
- 乗り物の巻き上げ中に流れる「必ず頭を後ろにつけて下さい」というアナウンスは、スタンバイ列に設置されているモニターから流れる注意事項と同じものが使用されている。
- 巻き上げに使われているチェーンは、レールの両サイドに計2本ある。パリ版は1本のみである。